# 托武蒂湖
托武蒂湖是印度尼西亞的湖泊，由南蘇拉威西省負責管轄，面積561.1平方公里，是蘇拉威西島最大的湖泊，海拔高度293米，最大水深203米。托武蒂湖是马利利湖系的两个主要湖泊之一，另一个是马塔纳湖。